# Thalkirch
Thalkirch ist ein Weiler in der politischen Gemeinde Safiental im Bezirk Surselva des Kantons Graubünden in der Schweiz. Es liegt auf 1686 m ü. M.
Der Weiler befindet sich auf dem Talboden im hinteren Teil des Safientals, auf dem Gebiet der ehemaligen Gemeinde Safien, zwischen Piz Tomül  und Bruschghorn. Thalkirch ist mit Saumpfaden über das Güner Lückli mit Duvin, über den Tomülpass mit Vals und über den Safierberg mit Splügen verbunden. 
Im Mittelalter gehörte Thalkirch unter dem Namen Malönnia zu den vier „Pürten“ (auch „Bürden“) oder Nachbarschaften des Safientals mit Camana, Zalön (Platz) und Gün mit Salpänna (Neukirch). Die Kirche von Thalkirch (St. Maria, hl. drei Könige, Theodul u. a.) wird erstmals 1441 erwähnt.
In Thalkirch befindet sich das 300-jährige Walser Berggasthaus Turrahus (1686 m ü. M.). Eine Postautolinie bedient das Safiental im Zweistundentakt vom Bahnhof Versam bis nach Thalkirch (im Sommer bis Turrahus, im Winter bis Turrahus mit Anmeldung).

## Weblinks

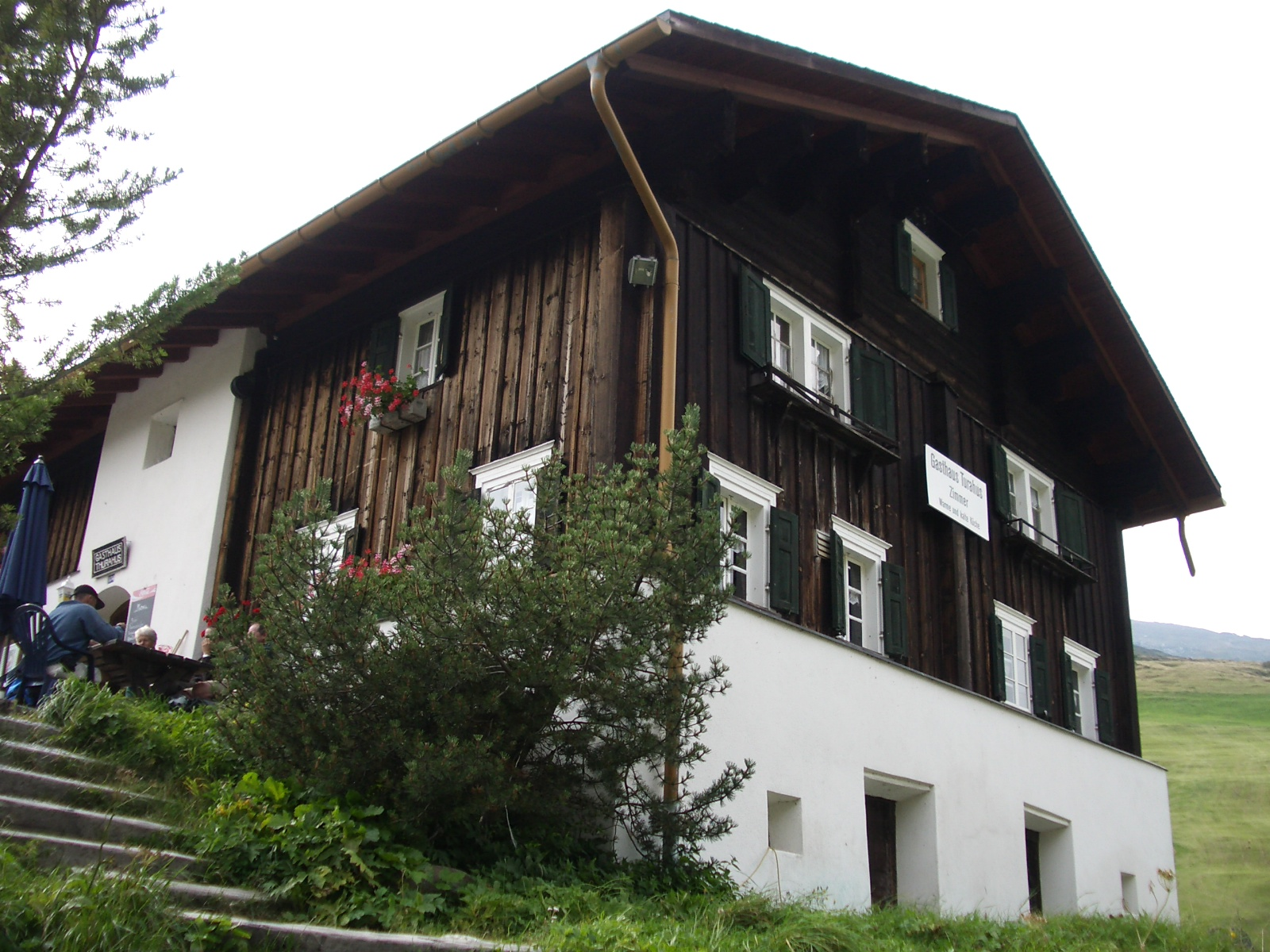
Turrahus 17. Jh.